# 峰景餐廳集團

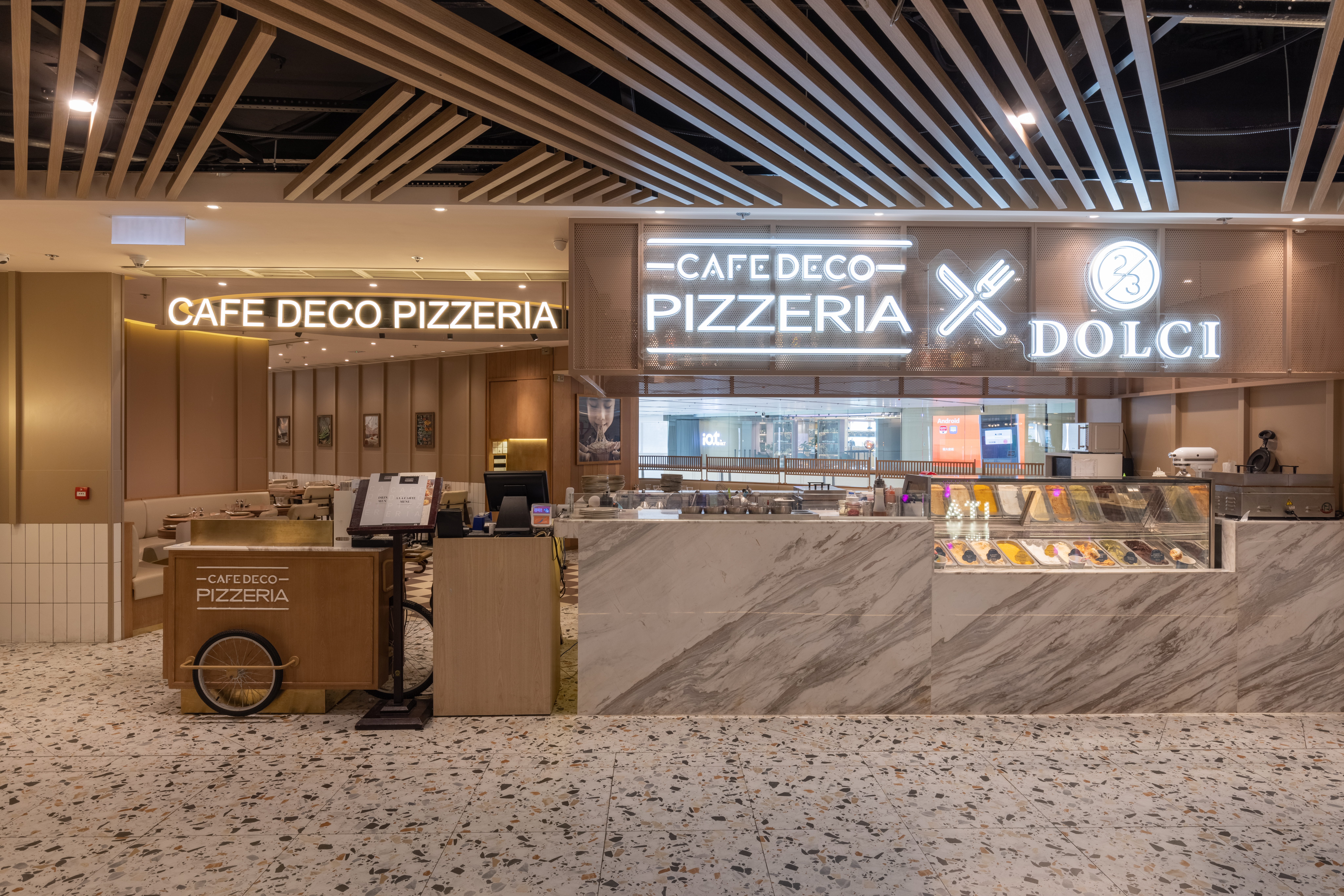
Cafe Deco Group旗下餐廳Cafe Deco Pizzeria

峰景餐廳集團是香港其中一家餐飲集團，集團建基於香港，在香港及澳洲悉尼擁有超過21間餐廳及酒吧。

## 歷史

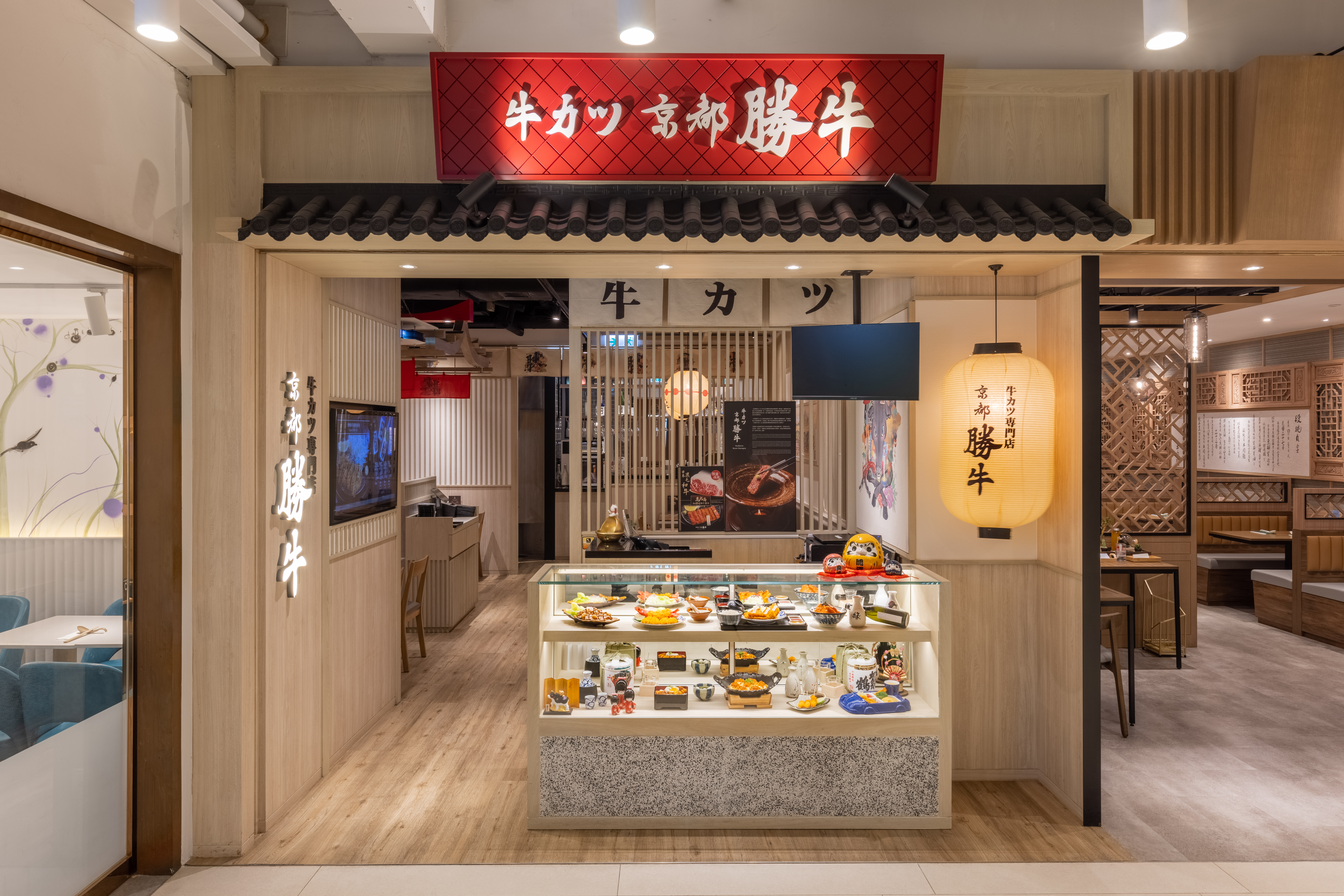
京都勝牛(銅鑼灣店)

### 餐廳國際化

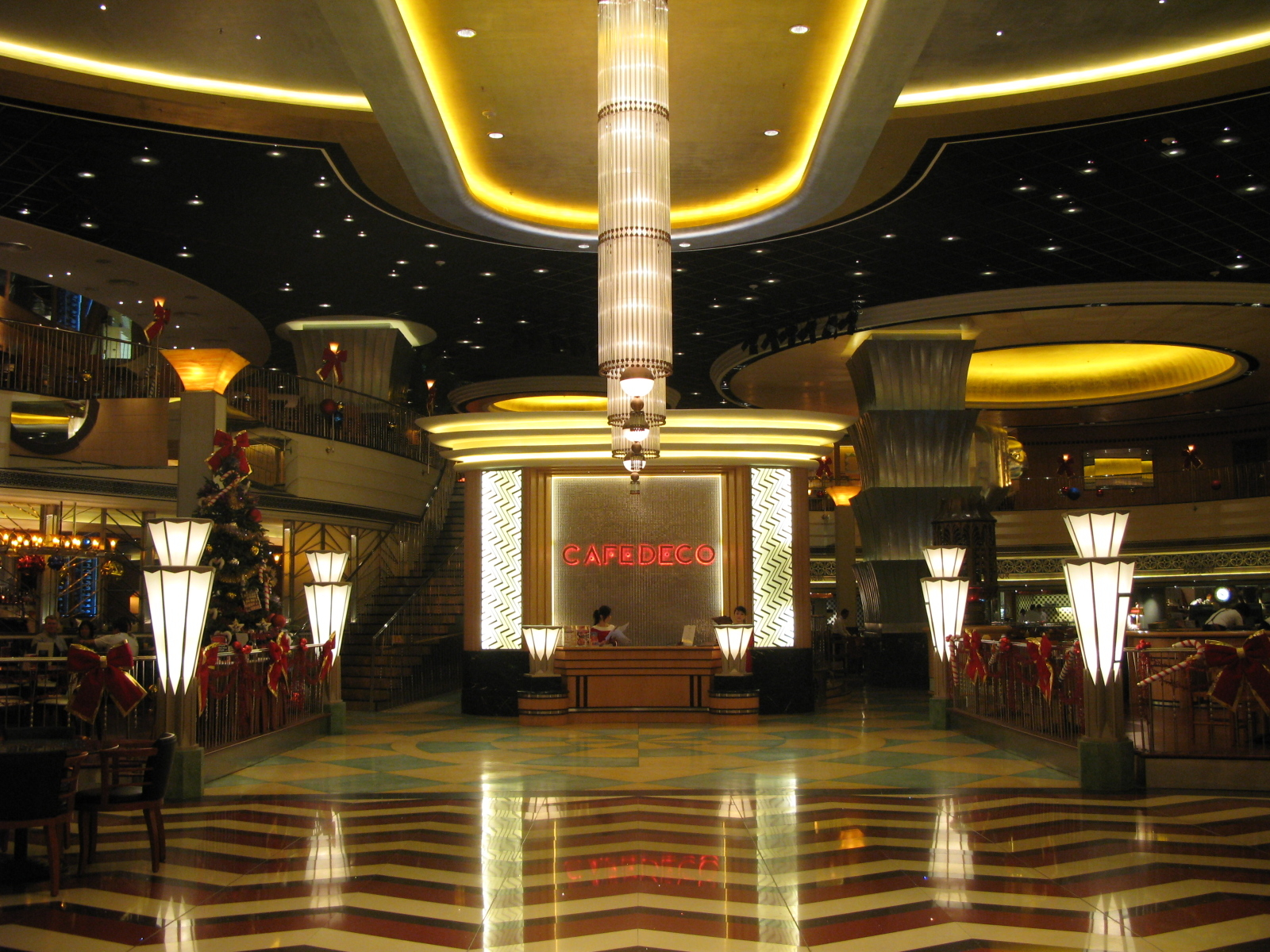
峰景餐廳澳門威尼斯人渡假村酒店分店（已結業）

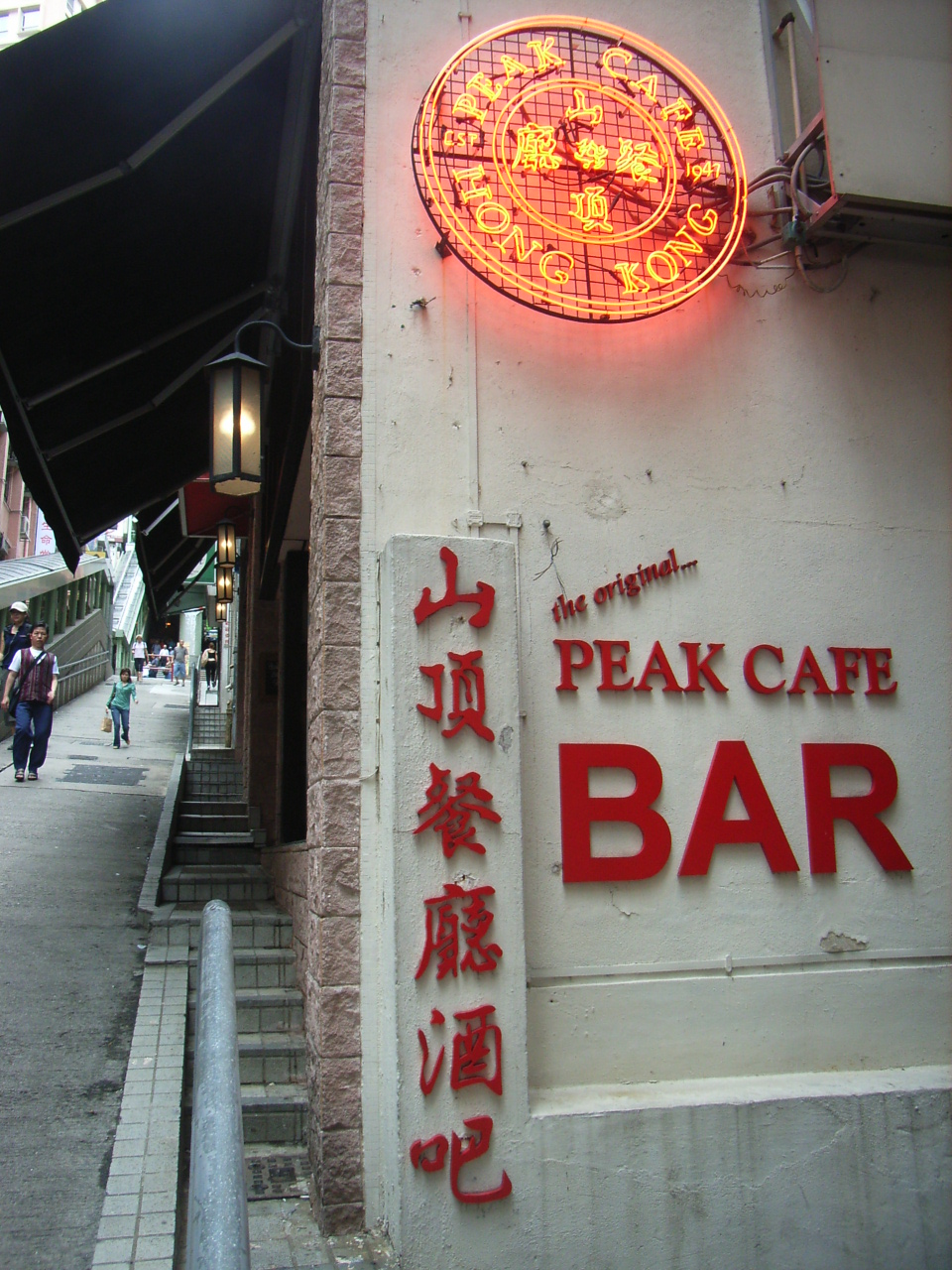
峰景餐廳在中環蘇豪區些利街的地鋪（已結業）

峰景餐廳於1989年創立，第一間餐廳 Peak Cafe 位於香港太平山山頂。山頂餐廳往後擴充業務，於1994年在山頂廣場1至2樓開設了峰景餐廳，佔地約15,000多平方呎，可容納600多人，為山頂最大的餐廳。
1999年6月，位於澳洲悉尼環形碼頭的 Cafe Sydney 正式開業，是集團在香港以外的首項投資。
2001年，山頂餐廳因租約期滿而結業，位置遷至中環蘇豪區。其後集團擴充，經營不同業務。
2007年，集團決定進軍澳門市場，投資逾1,000萬美元於澳門威尼斯人渡假村酒店的大運河購物中心內開設擁有1,000座位的餐廳，該餐廳是全亞洲最大。餐廳以國際化模式經營，提供國際性美食，並劃分私人宴會區域。2020年2月結業。

### 集團合併
2011年1月，其士泛亞控股有限公司（峰景餐廳集團及 Igor's 集團的母公司）宣佈將峰景餐廳集團及 Igor's 集團合併，成為香港最大型的餐飲集團之一。
2016年7月24日，開業超過22年山頂廣場分店因商場進行裝修工程而結業，同年9月搬到尖沙嘴The ONE20樓，2019年9月結業。
2019年7月15日，峰景餐廳集團與六角國際集團持股74%子公司王座國際簽約，以授權方式將旗下段純貞牛肉麵餐廳及京都勝牛，引進香港餐飲市場。

## 旗下業務
集團旗下品牌包括來自日本京都的吉列牛排專門店「牛カツ京都勝牛」、以招牌經典原汁紅燒牛肉為主打的段純貞牛肉麵、旨在將經典泰式美食以現代手法詮釋的Bamboo Thai、悠閒時尚的德國餐廳 Beerliner、極具航海風情的 Stormies、體現創意無限的 Cafe Deco Pizzeria、以精緻點心及巧手小菜聞名的點一龍、帶來捷克體驗的Pivo Czech Bar，以及充滿活力的型格酒吧Tonic等，用心帶領客人味遊世界。

### 酒吧品牌
酒吧品牌包括 Pickled Pelican、The Beer House、Tonic、Pivo Czech Bar 和 Stormies 等。

## 外部連結
- Cafe Deco Group官方網址 （页面存档备份，存于）